# Ràdio Mollet
Ràdio Mollet és una emissora de ràdio pública de Mollet del Vallès. Fou inaugurada el 22 de gener de 1981, festa local de Sant Vicenç, durant el mandat de l'alcaldessa Anna Bosch i Pareras. L'emissora local pot sintonitzar-se en el dial 96.3 de la FM i també en línia. Està gestionada per l'empresa Mollet Comunicació, ens municipal dels mitjans de comunicació públics de la ciutat. En la programació actual hi participen voluntàriament col·laboradors i entitats locals. Des del 29 de novembre de 2009, Ràdio Mollet disposa de nous estudis en el primer pis del Centre de Serveis El Lledoner.
Entre d'altres professionals, han treballat a la ràdio periodistes de gran renom com Ramon Pellicer, Jaume Barberà o Frank Blanco. Ha estat també l'escola i la plataforma professional de molts altres periodistes avui en actiu en grans mitjans de comunicació. Per altra banda, durant la seva història ha rebut diferents premi pels diferents programes de la seva graella. Com per exemple, L'edat del pavo, programa elaborat pels alumnes del Centre d'Estudis Mollet, premiat amb una menció de qualitat al Premi Ràdio Associació al Millor Programa de Ràdio Local 2010, el programa Annour, premi a la diversitat audiovisual en categoria de ràdio pel Consell de l'Audiovisual de Catalunya el 2016, o el programa Lazos Latinos, premiat pel Saló Perú l'any 2015 per la seva tasca de difusió i promoció cultural de la comunitat llatinoamericana. Per altra banda, anualment organitza els premi Notícia de l'Any, al fet més destacat de l'any, i Micròfon de l'Any, a la persona o entitat més rellevant de l'any de Mollet del Vallès.
Històricament, Mollet del Vallès havia tingut dues emissores de ràdio local de forma puntal. L'any 1954 la parròquia de Sant Vicenç de Mollet va inaugurar la primera emissora de ràdio local amb motiu de la Santa Missió. El Centre Parroquial va servir com a estudis radiofònics per retransmetre la vinguda de la Mare de Déu de Fàtima al municipi. Un cop finalitzada aquesta visita, la ràdio va deixar d'emetre's. La segona etapa de Radio Parroquial de Mollet va ser amb motiu de la següent Santa Missió el 1962. En aquesta ocasió comptà amb la col·laboració dels locutors Joan Costa i Josep Maria Pou, entre d'altres, i continuà emetent-se fins al 1966.